# زنبورخوار صورتی
زنبورخوار صورتی یا زنبورخوار گلگون (به لاتین: Merops malimbicus) گونه‌ای از پرندگان تیرهٔ زنبورخواران است. در آنگولا، بنین، بورکینافاسو، جمهوری کنگو، جمهوری دموکراتیک کنگو، ساحل عاج، گینه استوایی، گابن، غنا، نیجریه و توگو یافت می‌شود.